# Kjalarnes

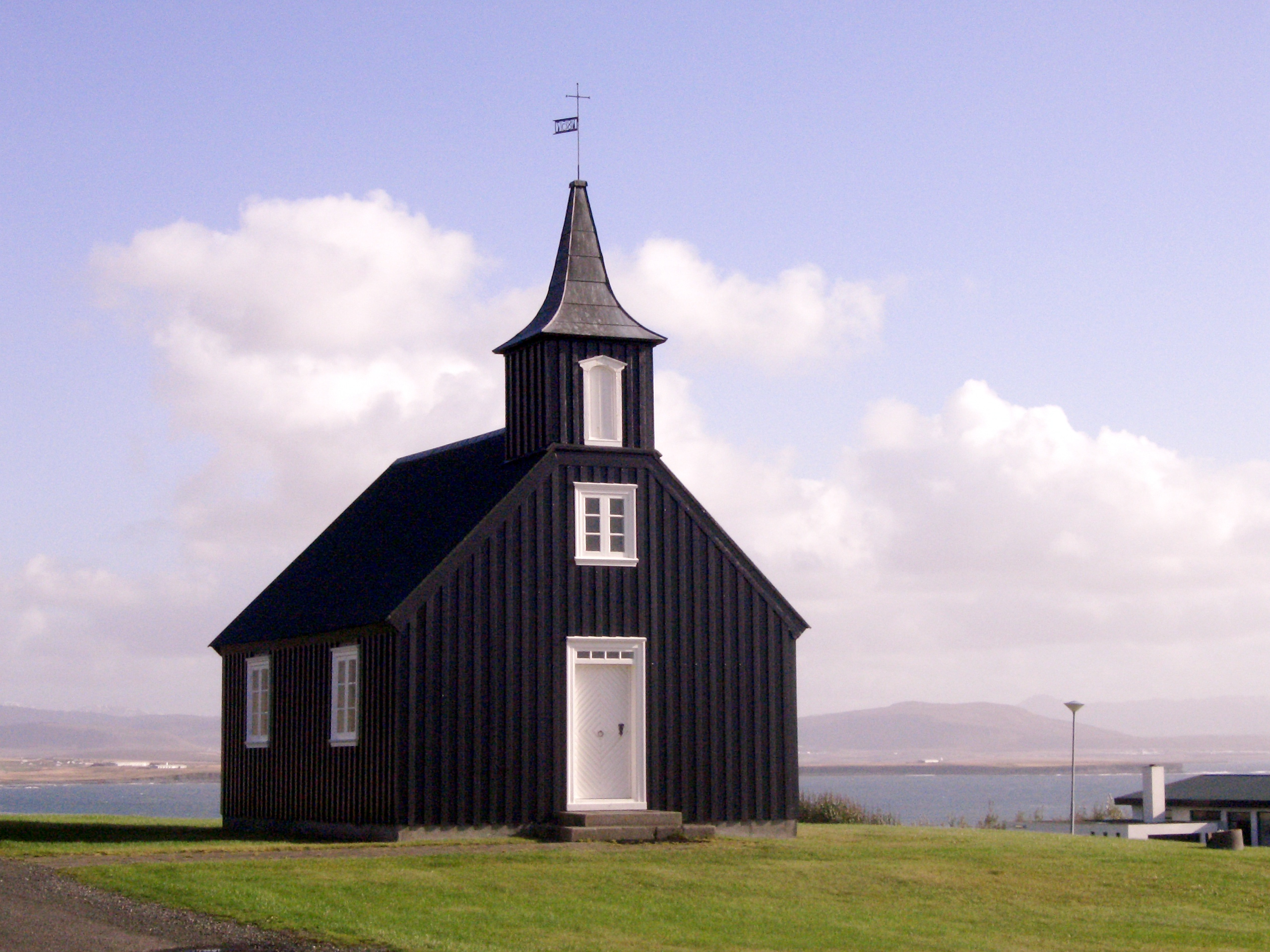
Església de Kjalarnes

Kjalarnes és el districte més septentrional de Reykjavík, la capital d'Islàndia.

## Ubicació
Per via terrestre es troba a 13 quilòmetres de Mosfellsbær i a 18 de l'altra zona de la capital, de la qual el separa el fiord Kollafjörður. El mont Esja, el més alt de Reykjavík, es troba en aquest districte.

## Història

### Edat mitjana
Conegut com a Kjalarnesþing («thing de Kjalarnes») fou un dels tres centres jurídics i polítics de la cort del sud (Sunnlendingafjórðungur) durant la Mancomunitat Islandesa.
Fou un lloc rellevant a la història d'Islàndia. Com el seu nom ho indica, a la localitat es desenvolupa la saga Kjalnesinga (Història dels habitants de Kjalarnes), escrita a mitjans del segle xiv.
A Kjalarnes hi va haver un important nucli previ a la institució de l'Alþingi, conegut com el Várthing, és a dir o tribunal de primavera la institució més antiga de l'illa sota l'empara de tres Goði. L'altre Várthing es trobava en la localitat de Thorness.
Fou un municipi independent fins al 1998.